# Sharafuddin Lutfillaev
Sharafuddin Lutfillaev (9 de septiembre de 1990) es un deportista uzbeko que compite en judo. Ganó una medalla de plata en el Campeonato Mundial de Judo de 2019, y una medalla de bronce en el Campeonato Asiático de Judo de 2015.

## Palmarés internacional
| Campeonato Mundial  | Campeonato Mundial | Campeonato Mundial | Campeonato Mundial |
| Año                 | Lugar              | Medalla            | Categoría          |
| ------------------- | ------------------ | ------------------ | ------------------ |
| 2019                | Tokio (Japón)      | Medalla de plata   | –60 kg             |
| Campeonato Asiático |                    |                    |                    |
| Año                 | Lugar              | Medalla            | Categoría          |
| 2015                | Kuwait (Kuwait)    | Medalla de bronce  | –60 kg             |